# Characzewo
Characzewo (ros. Харачево) – wieś w Rosji, w rejonie wołogodzkim obwodu wołogodzkiego. W 2010 r. liczyła 751 mieszkańców.